# Michel Hospein
Michel Hospein, unter anderem auch Michael Hospin, Michel Hospinus oder Michael Hospeinius, (getauft am 13. Mai 1565 in Straßburg; † 17. Februar 1618 in Weikersheim) war ein deutscher Humanist, Dichter und Kartograph, der in der Freien Reichsstadt Straßburg und im hohenlohischen Weikersheim gewirkt hat. Vielseitig begabt, schuf er unter anderem zwei Theaterstücke in Latein und eine ganze Reihe von Kartenwerken. Dazu hatte er eine Zeitlang in der Verwaltung der Grafschaft Hohenlohe eine hohe Stellung inne. Seine gezeichneten und gemalten Karten von hohenlohischen Gebieten weisen ihn als einen der wesentlichen Kartographen in Süddeutschland aus.

## Lebensgeschichte

### Straßburger Zeit
Sein Vater Bonifatius Hospein, der aus Meßkirch in Oberschwaben stammte und Schneidermeister war, erwarb am 24. März 1564 das Bürgerrecht der Stadt Straßburg. Einige Zeit vorher hatte er die aus Würzburg stammende Magdalena Kieffer im Straßburger Münster geheiratet. Michel, ihr Erstgeborener, wurde am 13. Mai 1565 im Münster getauft.

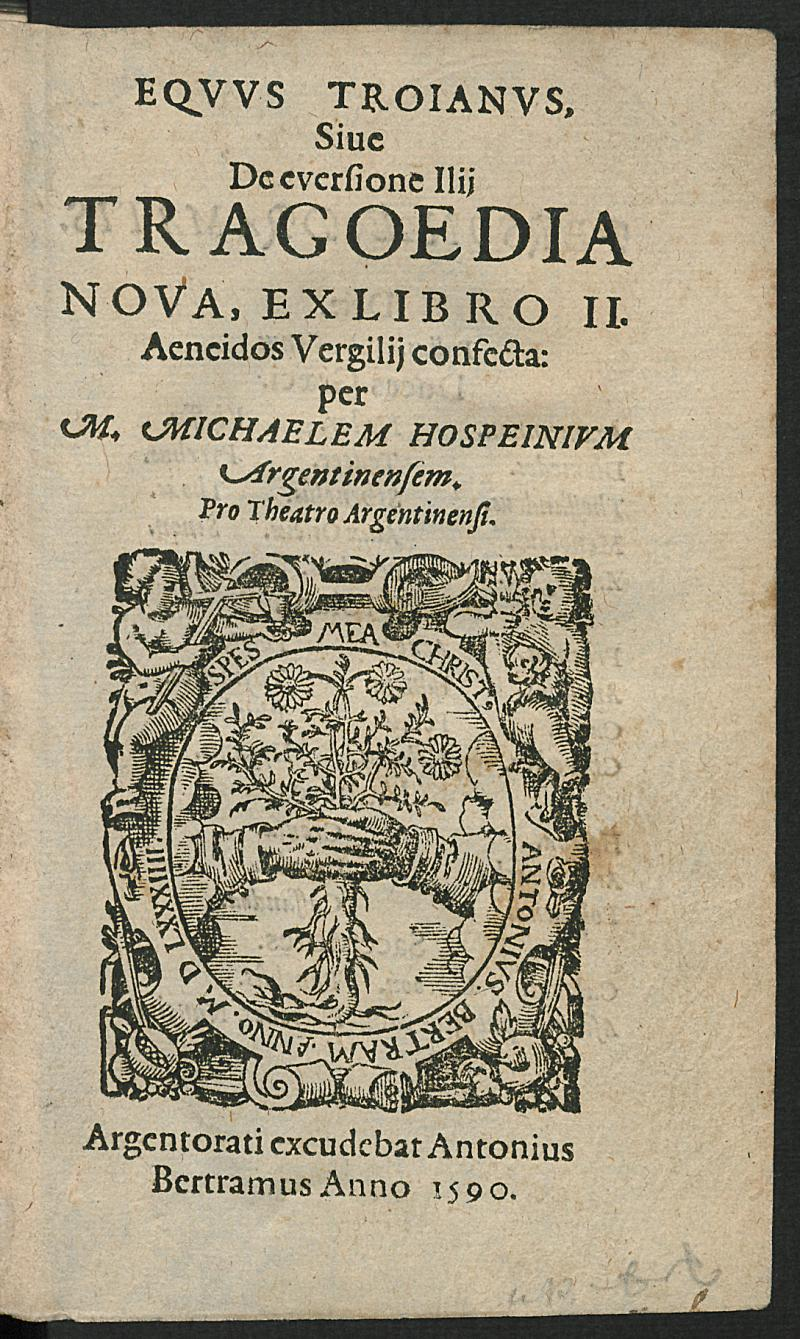
Titelseite der Tragödie Equus Troianus von 1590

Michel Hospein wuchs in Straßburg auf und besuchte dort das evangelische Gymnasium, das 1538 von Jakob Sturm (1489–1553) gegründet worden war und seit 1567 den Status einer Akademie besaß.
Dort erhielt er eine gründliche humanistische Bildung, vermittelt von solchen Lehrern wie dem Rhetoriker Melchior Junius (1545–1604), der damals Rektor der Akademie war. Michel soll ein eifriger Schüler und besonders an Latein und Musik interessiert gewesen sein. Seine erste literarische Arbeit war wohl eine elsässische Chronik, dessen Manuskript in der öffentlichen Bibliothek in Colmar aufbewahrt wird. Danach schrieb er das Theaterstück Equus Troianus (Trojanisches Pferd) nach Texten von Vergil, das im Theater der Akademie viele Aufführungen erlebte. Um 1590 erwarb Michel Hospein den Magistergrad mit großem Lob.
Im Jahre 1590 wurde die Tragödie Equus Troianus (mit einem Vorwort von Melchior Junius) bei Anton Bertram in Straßburg gedruckt und veröffentlicht. — Michel Hospein schrieb danach noch — wieder nach vergilischen Texten — eine weitere Tragödie: Dido, die 1591 — diesmal bei Bernhard Jobin — ebenfalls in Straßburg erschien. Equus Troianus wird von der Kritik stärker als Dido eingeschätzt.
Im Jahre 1592 nahm das Leben von Michel Hospein eine ganz neue Richtung. Zu der Zeit erhielt die Akademie in Straßburg eine Anfrage aus Hohenlohe, ob sie einen Präzeptor (Hauslehrer) für den Unterricht der drei jüngsten Söhne des Grafen Wolfgang vorschlagen könnte. Melchior Junius empfahl seinen Schützling Michel Hospein, der sich dann auf den Weg nach Hohenlohe machte, um sich dort (unangemeldet) vorzustellen.

### Hohenlohische Zeit
Am 14. September 1592 stellte sich Michel Hospein in der gräflichen Kanzlei in Weikersheim vor und wurde einige Tage später als Präzeptor eingestellt.
In den nächsten Jahren hat Michael Hospein dann ausschließlich pädagogisch gewirkt. (Aufgrund einer ihm fälschlicherweise zugeschriebenen Karte ist behauptet worden, dass er schon 1589 auf Probe kartographische Arbeiten in Hohenlohe ausgeführt habe und dann 1592 als Kartograph dort fest eingestellt worden war, was sich aber als falsch herausgestellt hat.) Aus seiner Zeit als Lehrer ist wenig bekannt.
Am 4. August 1600 heiratete Michel Hospein die aus Künzelsau stammende Barbara Hammer; zu dieser Zeit arbeitete er immer noch als Lehrer. Als im September 1601 sein Sohn Michael getauft wurde, war er inzwischen zum Registrator ernannt worden.
Als Registrator war Michel Hospein auch gleichzeitig Archivar. Es war eine verantwortungsvolle Tätigkeit, eine absolute Vertrauensstellung, die er jetzt ausübte. So musste er unter anderem die Rechte der Grafschaft wahren, an Verhandlungen mit Auswärtigen als Protokollführer teilnehmen, bei Untersuchungen in Ämtern und Gemeinden dabei sein und die Protokolle der Ratstage führen, bei denen er Sitz und Stimme hatte.
Im Jahre 1606 wurde Michel Hospein bei Geländeaufnahmen tätig: Zusammen mit Feldmessern (Feldschiedern) erfasste er sämtliche Grenzlinien (Grenzsteine) im Amt Weikersheim und hielt die Ergebnisse in einem Protokoll fest. Im gleichen Jahr zeigte sich zum ersten Mal seine zeichnerische Begabung, als er den Trauerzug für den verstorbenen Bruder des Grafen Wolfgang, Graf Philipp, auf einer acht Meter langen Papierrolle darstellte. Das Bild ist noch heute im Schlossmuseum Neuenstein zu finden.
Im Jahre 1607 — erst jetzt also und nicht 1589 — schuf Michel Hospein seine erste kartographische Arbeit. Anlass war die Neufestlegung der Jagdgrenzen in Hohenlohe, wozu ein Protokoll geschrieben wurde, dem zwölf Karten, gezeichnet mit brauner Tinte (Sepia), beigegeben waren, die nicht signiert, aber zweifellos von seiner Hand waren. Die einzelnen Kartennamen lauteten General Grentz Bereitung umb das Ampt Neuenstein, Jagen um Langenberg, Gemeine Jagensgrentz zwischen Brandenburg und Hohenlohe, Jagen um Weikersheim, Jagen um Herbsthausen, Rimbachsche Grentzbereitung, Vorbachzimmerer Grentzbereitung, Münsterer Grentzbereitung, Schrozberger Jagen, Leofelsische Jagensgrentz-Beschreibung, Gemeine Jagensgrentz zwischen Hohenlohe und Craylsheim und Jagensgrentz zwischen Hohenlohe und Brandenburg. Danach schuf er noch eine große farbige Karte vom Verlauf der Jagdgrenze zwischen Kocher und Jagst, die aber verloren gegangen zu sein scheint.
Um 1609 schuf Michel Hospein eine Karte in einem Streit mit dem Deutschen Orden, in dem es um einen Teil der Gemarkung von Hollenbach ging.
In der Folge hat er dann wohl ausschließlich Augenscheinkarten geschaffen, die bei Gebietsstreitigkeiten in Prozessen vor Gericht verwendet wurden und entweder im Auftrag des Gerichts oder der Prozessgegner gefertigt worden waren. — Eine erste Augenscheinkarte verfertigte er für einen Streit über Weiderechte zwischen den benachbarten Gemeinden Sichertshausen und Ermershausen in der Nähe von Niederstetten.
Nach dem Tod von Graf Wolfgang im August 1610 verschlechterte sich die berufliche Situation von Michel Hospein. Die drei Söhne des Grafen teilten die Grafschaft unter sich auf (Weikersheim, Neuenstein und Langenburg), und Hospein fand Verwendung als ihr gemeinschaftlicher Bediensteter, der von einer neu geschaffenen gemeinschaftlichen Kammer bezahlt wurde. Zunächst war er unter anderem mit der Strukturierung der Verwaltung beschäftigt, die den neuen Machtverhältnissen angepasst werden musste, aber schon bald widmete er sich wieder der kartographischen Arbeit.
Im Herbst 1610 malte er im Auftrag des Reichskammergerichts eine Karte von dem Gebiet um Tauberrettersheim, in dem sich seit 1595 Hohenlohe mit dem Bischof von Würzburg stritt. Diese Karte befindet sich heute im Stadtarchiv von Bad Homburg.
Im Herbst 1611 entstand eine Karte über die Jagd bei Schrozberg, die er nach einer Karte des Malers und Kartographen Wilhelm Besserer von 1589 kopiert haben soll.
Im Oktober 1614 malte Michel Hospein die letzte Karte für einen von seinem Landesherren geführten Prozess, in dem es um Hegen, Reiten und andere Weidwerksübungen in der Gemarkung von Münster bei Creglingen ging.
Für einen Streitfall zwischen Württemberg und Mainz um Forst und Obrigkeit im Herbolzheimer Forstwald, schuf Michel Hospein 1615 eine 81 × 54 cm große Karte. (Das farbenprächtige Werk wurde erst 1996 in den Akten des Reichskammergerichtes entdeckt.) Auch für einen weiteren vor dem Reichskammergericht verhandelten Streit zwischen Württemberg und der Reichsstadt Schwäbisch Gmünd zwischen 1614 und 1615 soll Hospein drei kolorierte Karten geschaffen haben, die das Gebiet zwischen Heubach und Bartholomä zeigen; gestritten wurde um den Viehtrieb des Möhnhofs auf dem Albuch bei Bartholomä.
Die beiden letzten Karten von Michel Hospein entstanden im Gebiet des Hochstifts Würzburg, einige Kilometer nördlich von Mergentheim, wo er im Spätherbst 1616 «Augenscheine» von der Schweinberger Gemarkung und der Gemarkung Marbach bei Lauda schuf.
In den letzten anderthalb Jahren soll Michel Hospein gelähmt gewesen sein und seine geistigen und körperlichen Kräfte immer mehr nachgelassen haben. An seinen letzten Werken ist davon noch kein Anzeichen zu erkennen.

### Rezeption
Michel Hospein ist als Dichter nicht unbegabt gewesen. Das beweist seine Tragödie Equus Troianus, die 1590 in Straßburg erschien und von der Kritik überwiegend positiv bewertet wird. Das Stück ist in Latein frei nach dem zweiten Aeneisbuch von Vergil geschaffen worden. Die in Senaren geschriebene Tragödie hat fünf Akte, die jeweils mit einem Chorlied enden. Michel Hospein hat sich nicht sklavisch an den virgilischen Text gehalten und auch neue Handlungen erfunden. So lässt er im fünften Akt Creusa, die bei Vergil ohne nähere Angaben einfach verschwindet, in einer großen Szene von Ulysses und Sinon umbringen. Und so bildet der Tod der Creusa einen eindrucksvollen Schlusspunkt der originellen Tragödie. — Die abfällige Beurteilung von Skopnik (1935), 50ff., dagegen beruht auf einem einseitigen Konzept von Theater und wird dem Stück nicht gerecht. — Seine zweite Tragödie Dido, ebenfalls nach Vergil und 1591 in Straßburg erschienen, wird dagegen aber als schwächer eingeschätzt. Während er in seiner ersten Tragödie seiner Phantasie und Gestaltungskraft freien Lauf lassen konnte, hat ihn hier die Macht der Tradition daran gehindert. Das Stück ist dementsprechend eine wenig originelle Bearbeitung des Vergil-Stoffes.
Eine Ausbildung zum Kartographen hat Michel Hospein nie gehabt. Ausgestattet mit einem natürlichen Zeichentalent und sehr gebildet, hat er sich die Fertigkeiten in diesem Fach selbst beigebracht, wobei er sich unter anderem an der Arbeit von Wilhelm Besserer (1539–1601) orientieren konnte, der 1589 für Hohenlohe tätig gewesen ist.
Am Anfang schuf er eine Reihe von Sepia-Zeichnungen, die von dem Kartographen und Geographen Ruthardt Oehme (1901–1987) anhand eines Blattes so kommentiert wird: Die Karte, die dem „Jagensgrentz Protokoll“ von 1607 beigegeben ist, kennzeichnet Hospin auch als Meister der Federzeichnung. Die Geländeformen sind geschickt mit leichtgeschwungenen und gekreuzten Strichen herausgearbeitet. — Danach entstanden im Laufe der Zeit auch Aquarell-Karten wie zum Beispiel 1615 eine Augenscheinkarte (Aügenschein deß Herboltzheimer Forstwaldts) mit auffallend lebhaftem und völlig frischem Kolorit. Diese Karte ist ohne Frage das farbenprächtigste Produkt in den Akten von Kammergerichtsprozessen, die um 1600 über das Land an der unteren Jagst geführt worden sind.
Der Historiker und Archivar Karl Schumm (1900–1976) hat wohl als Erster den unbekannten Michel Hospein entdeckt. Wenn ihm dabei aufgrund fehlender Fakten auch Irrtümer unterlaufen sind, so ist er mit seiner Pionierarbeit M. Michael Hospinus, ein unbekannter Kartograph Hohenlohes (1956) seinem Anliegen, namenlose Kartographen der Vergessenheit zu entreißen, voll gerecht geworden: Gewiß sind die Namen und Arbeiten der bedeutenden Kartographen bekannt, doch gilt es nun, die namenlosen Männer zu ermitteln, deren sich die Landesherren bedienten, um ihr Territorium vermessen und kartenmäßig festhalten zu lassen. Leisteten doch diese bisher unbekannten Kartographen nicht zu unterschätzende Vorarbeiten für ihre berühmten Kollegen und trugen mit dazu bei, das Bild der modernen Landkarte zu entwickeln.
In der Schlussbetrachtung seiner Arbeit Michael Hospin: Humanist, Lehrer, Kartenmaler, 1565–1618 urteilt der Historiker und Archivar Gerhard Taddey (1937–2013) über das kartographische Schaffen von Michel Hospein so: Immer aber bemühte er sich um wissenschaftliche Exaktheit. Alle Karten haben eine Windrose zur Festlegung der Himmelsrichtungen, die meisten eine Maßstabsangabe mit und ohne Abgreifzirkel. Damit geht er über den Maler Besserer hinaus und paßt sich den Erfordernissen einer genauen Kartographie an. Neben den von H. Schweickher begonnenen, durch seinen Tod unvollendet gebliebenen Landesaufnahme stellen diese Karten — und darin liegt ihre und Hospins fortdauernde Bedeutung — die ältesten Ansichten der hohenlohischen Landschaft dar.